# Mogami Tokunai

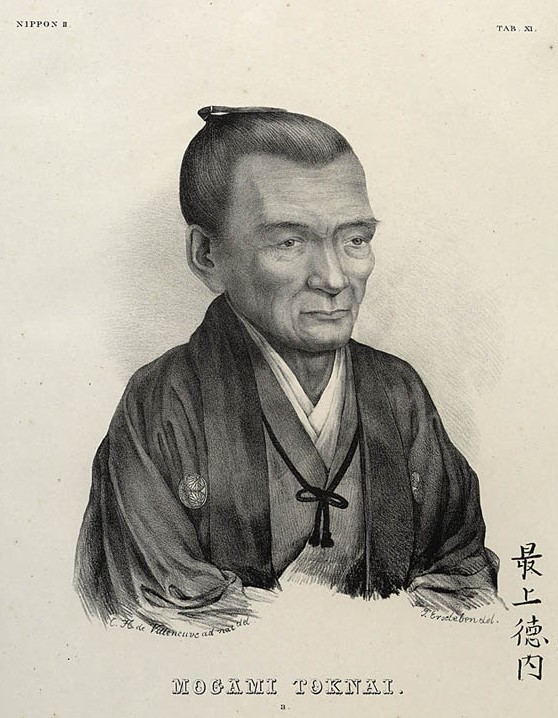
Mogami Tokunai

Mogami Tokunai (japanisch 最上 徳内; geboren 1754 in der Provinz Dewa (heute Murayama in der Präfektur Yamagata); gestorben 14. Oktober 1836) war ein japanischer Forscher, der sich um die Erforschung Hokkaidōs, Sachalins und der Kurilen verdient gemacht hat.

## Leben und Werk

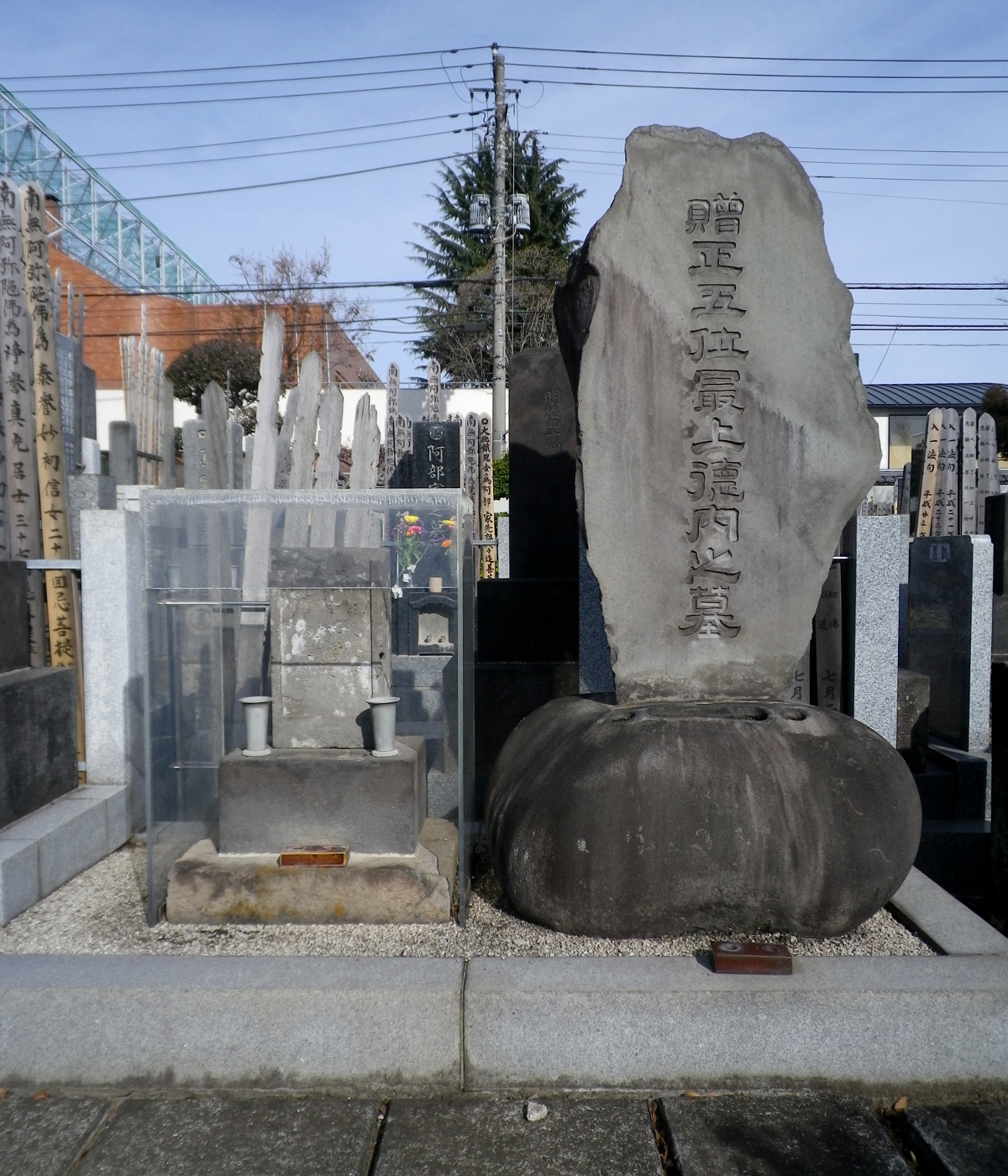
Grabstein am Tempel Renkōji (連光寺) in Tōkyō

Mogami Tokunai ging 1781 nach Edo und studierte unter dem Mathematiker Honda Toshiaki (1744–1821) Landvermessung und Navigation. 1785 ging er mit einer Expedition nach Ezo, dem heutigen Hokkaidō und im Jahr darauf nach Sachalin, wo er den südlichen Teil kartographierte, dazu auch die südlichen Kurilen. Er war der erste Japaner, der nachgewiesener Maßen die Kurilen-Inseln Etorofu und Uruppu besuchte. Ein Zusammentreffen mit einem Russen auf Etorufu führte dazu, dass er auf die Bedeutung der Insel für die nationale Sicherheit hinwies. Während der nächsten beiden Dekaden unternahm Mogami mehrere Forschungsreisen durch Sachalin und auf den Kurilen. Er war ein kluger Beobachter der Ainu und der Russen und erlernte beide Sprachen.
Als Philipp Franz von Siebold 1826 anlässlich der Aufwartung der Holländer vor dem Shōgun nach Edo kam, suchte Mamiya ihn mehrmals auf. Mamiya berichtete über seine Reisen in den Norden und gab ihm eine Karte von Sachalin. Er unterstützte Siebold bei seinem Bemühen, ein Ainu-Wörterbuch anzulegen.
Am Geburtsort Murayama wurde 1993 das Gedächtnismuseum „Mogami Tokunai Kinenkan“ (最上徳内記念館) eröffnet.